# Tulipa cinnabarina
Tulipa cinnabarina är en liljeväxtart som beskrevs av Karin Persson. Tulipa cinnabarina ingår i släktet tulpaner, och familjen liljeväxter.
Artens utbredningsområde är Turkiet. Inga underarter finns listade.